# کردقشلاقی
کردقشلاقی روستایی است که در استان اردبیل، شهرستان اردبیل، بخش مرکزی، دهستان غربی قرار دارد.روستای کردقشلاقی در پانزده کیلومتری شهر اردبیل و سه کیلومتری شهر ثمرین قرار دارد نام های دیگر روستا:کورقشلاقی ، کورداوغلو ، کرداحمد ،

## جمعیّت
بر اساس سرشماری سال ۱۳۸۵ جمعیّت این روستا ۴۰۵ نفر با ۸۹ خانوار بوده‌است.